# Tinospora celebica
Tinospora celebica är en tvåhjärtbladig växtart som beskrevs av Friedrich Ludwig Diels. Tinospora celebica ingår i släktet Tinospora och familjen Menispermaceae. Inga underarter finns listade i Catalogue of Life.